# Bisetocreagris
Genre
Synonymes
- Chinacreagris Ćurčić, 1983
- Pedalocreagris Ćurčić, 1985

Bisetocreagris est un genre de pseudoscorpions de la famille des Neobisiidae.

## Distribution
Les espèces de ce genre se rencontrent en Asie.

## Liste des espèces
Selon Pseudoscorpions of the World (version 3.0) :
- Bisetocreagris afghanica (Beier, 1959)
- Bisetocreagris annamensis (Beier, 1951)
- Bisetocreagris brevidigitata (Chamberlin, 1930)
- Bisetocreagris cheni Jia, Zhao & Zhu, 2010
- Bisetocreagris furax (Beier, 1959)
- Bisetocreagris gracilis (Redikorzev, 1934)
- Bisetocreagris indochinensis (Redikorzev, 1938)
- Bisetocreagris japonica (Ellingsen, 1907)
- Bisetocreagris kaznakovi (Redikorzev, 1918)
- Bisetocreagris klapperichi (Beier, 1959)
- Bisetocreagris kwantungensis (Beier, 1967)
- Bisetocreagris lampra (Chamberlin, 1930)
- Bisetocreagris latona (Ćurčić, 1985)
- Bisetocreagris nankingensis Ćurčić, 1983
- Bisetocreagris nuratiensis Dashdamirov & Schawaller, 1992
- Bisetocreagris orientalis (Chamberlin, 1930)
- Bisetocreagris parablothroides (Beier, 1951)
- Bisetocreagris philippinensis (Beier, 1931)
- Bisetocreagris pygmaea (Ellingsen, 1907)
- Bisetocreagris silvestrii (Chamberlin, 1930)
- Bisetocreagris silvicola (Beier, 1979)
- Bisetocreagris tenuis (Redikorzev, 1934)
- Bisetocreagris thailandica Schawaller, 1994
- Bisetocreagris turkestanica (Beier, 1929)
- Bisetocreagris ussuriensis (Redikorzev, 1934)

et décrites ou placées depuis :
- Bisetocreagris ampla Feng, Zhang & Chen, 2023
- Bisetocreagris aspera Feng, Zhang & Chen, 2023
- Bisetocreagris baozinensis Mahnert & Li, 2016
- Bisetocreagris brevis Feng, Zhang & Chen, 2023
- Bisetocreagris cavernarum Mahnert & Li, 2016
- Bisetocreagris changbing Feng, Zhang & Chen, 2023
- Bisetocreagris chinacavernicola (Schawaller, 1995)
- Bisetocreagris chuanensis Mahnert & Li, 2016
- Bisetocreagris chumi Feng, Zhang & Chen, 2023
- Bisetocreagris gaoi Guo, Wang & Zhang, 2018
- Bisetocreagris gracilenta Gao & Zhang, 2017
- Bisetocreagris grandis Feng, Zhang & Chen, 2023
- Bisetocreagris guangshanensis Gao & Zhang, 2017
- Bisetocreagris jiangi Feng, Zhang & Chen, 2023
- Bisetocreagris juanxuae Mahnert & Li, 2016
- Bisetocreagris longidigitata Feng, Zhang & Chen, 2023
- Bisetocreagris maomaotou Gao, Wynne & Zhang, 2018
- Bisetocreagris martii (Mahnert, 2003)
- Bisetocreagris parva Guo & Zhang, 2017
- Bisetocreagris que Feng, Zhang & Chen, 2023
- Bisetocreagris sanmen Feng, Zhang & Chen, 2023
- Bisetocreagris scaurum (Mahnert, 2003)
- Bisetocreagris shunhuangensis Guo, Wang & Zhang, 2018
- Bisetocreagris tenuipalma Feng, Zhang & Chen, 2023
- Bisetocreagris titanium (Mahnert, 2003)
- Bisetocreagris wangi Guo, Wang & Zhang, 2018
- Bisetocreagris xiaoensis Li & Liu, 2017
- Bisetocreagris xishui Feng, Zhang & Chen, 2023
- Bisetocreagris yangae Guo & Zhang, 2017

## Systématique et taxinomie
Ce genre a été décrit par Ćurčić en 1983 dans les Neobisiidae.
Pedalocreagris a été placé en synonymie par Judson en 1993.
Chinacreagris a été placé en synonymie par Harvey en 1999.

## Publication originale
- Ćurčić, 1983 : « A revision of some Asian species of Microcreagris Balzan, 1892 (Neobisiidae, Pseudoscorpiones). » Bulletin of the British Arachnological Society, vol. 6, no 1, p. 23-36 (texte intégral).